# Industrie papetière dans la vallée de la Vienne

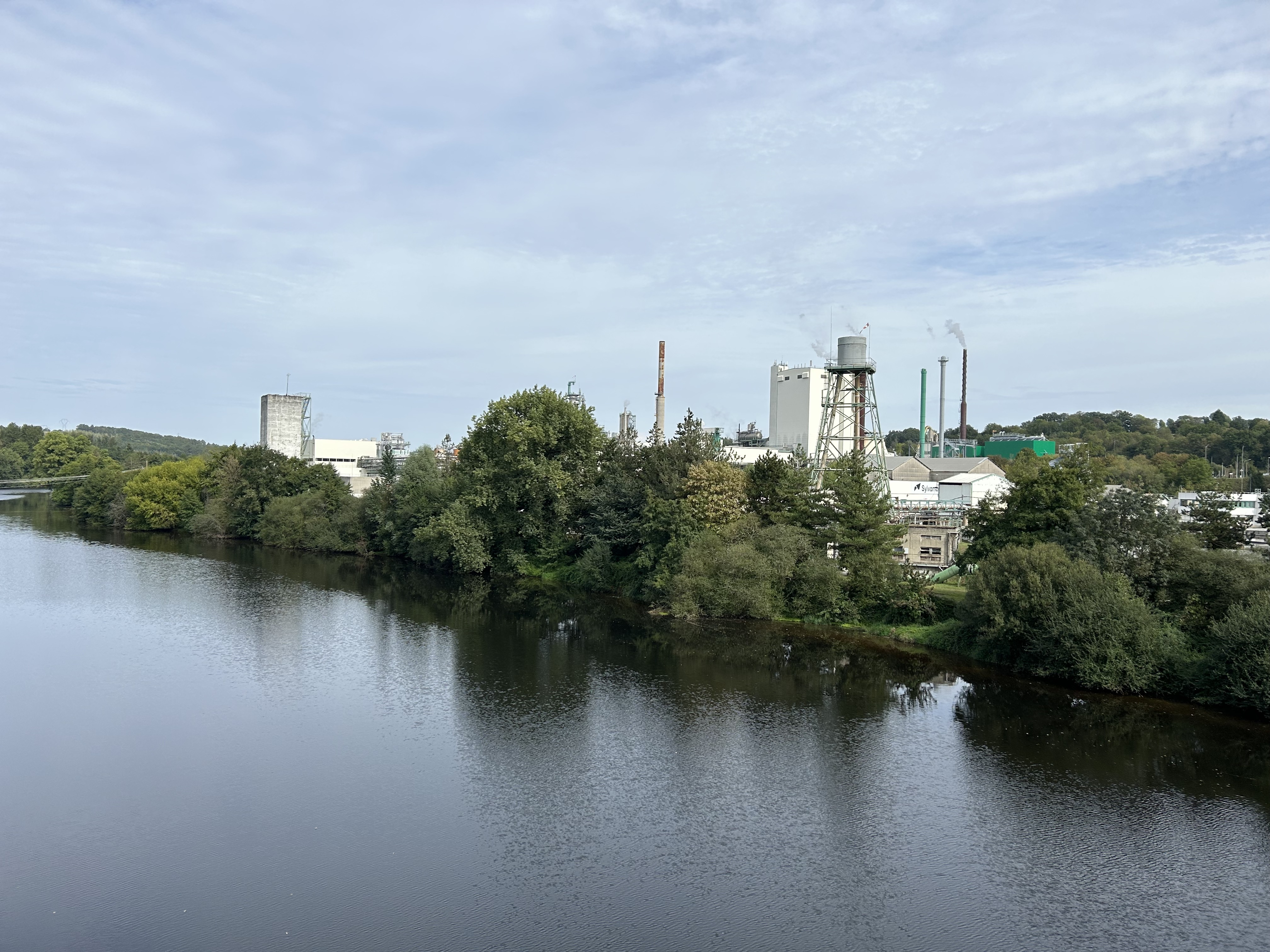
Vue partielle sur les bords de la Vienne de l'usine de papeterie Sylvamo de Saillat-sur-Vienne (Haute-Vienne), héritière d'une usine fondée en 1894.

La vallée supérieure de la Vienne, rivière française du bassin versant de la Loire, est marquée depuis l'époque moderne par une activité papetière intense, qui s'inscrit dans la tradition artisanale, industrielle et sylvicole du Limousin. Le secteur concerné par le développement de cette production de papier correspond principalement à la vallée de la Vienne et celle de plusieurs de ses affluents dans les départements de la Haute-Vienne et de la Charente, actuellement en région Nouvelle-Aquitaine, au nord-ouest du Massif central.
Concernée par la fabrication du papier de chiffon dès le Moyen Âge, la région bénéficie de l'introduction locale de l'imprimerie à la fin du XVe siècle, et produit des papiers réputés dès le XVIIe siècle. Le Limousin se spécialise au XIXe siècle dans la production industrielle de papier-paille, notamment pour l'alimentation, et de carton pour l'emballage jusqu'au milieu du XXe siècle. Au début du XXIe siècle, plusieurs entreprises modernisées demeurent productives, notamment à Châteauneuf-la-Forêt, Bosmie-l'Aiguille, Saillat-sur-Vienne et Exideuil-sur-Vienne.
S'incarnant dans une succession de moulins et usines entre Eymoutiers et Confolens, en amont et en aval de Limoges, cette activité a produit un patrimoine bâti et immatériel important, en partie conservé.

## Contexte

### Contexte géographique
La présence d'eau en abondance et de ressources en bois explique en partie l'essor de la papeterie dans l'ouest du Limousin.

#### La Vienne

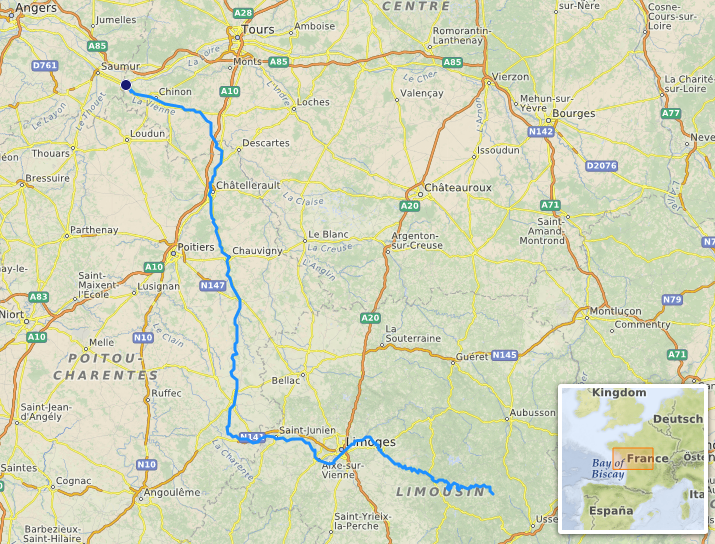
La Vienne.

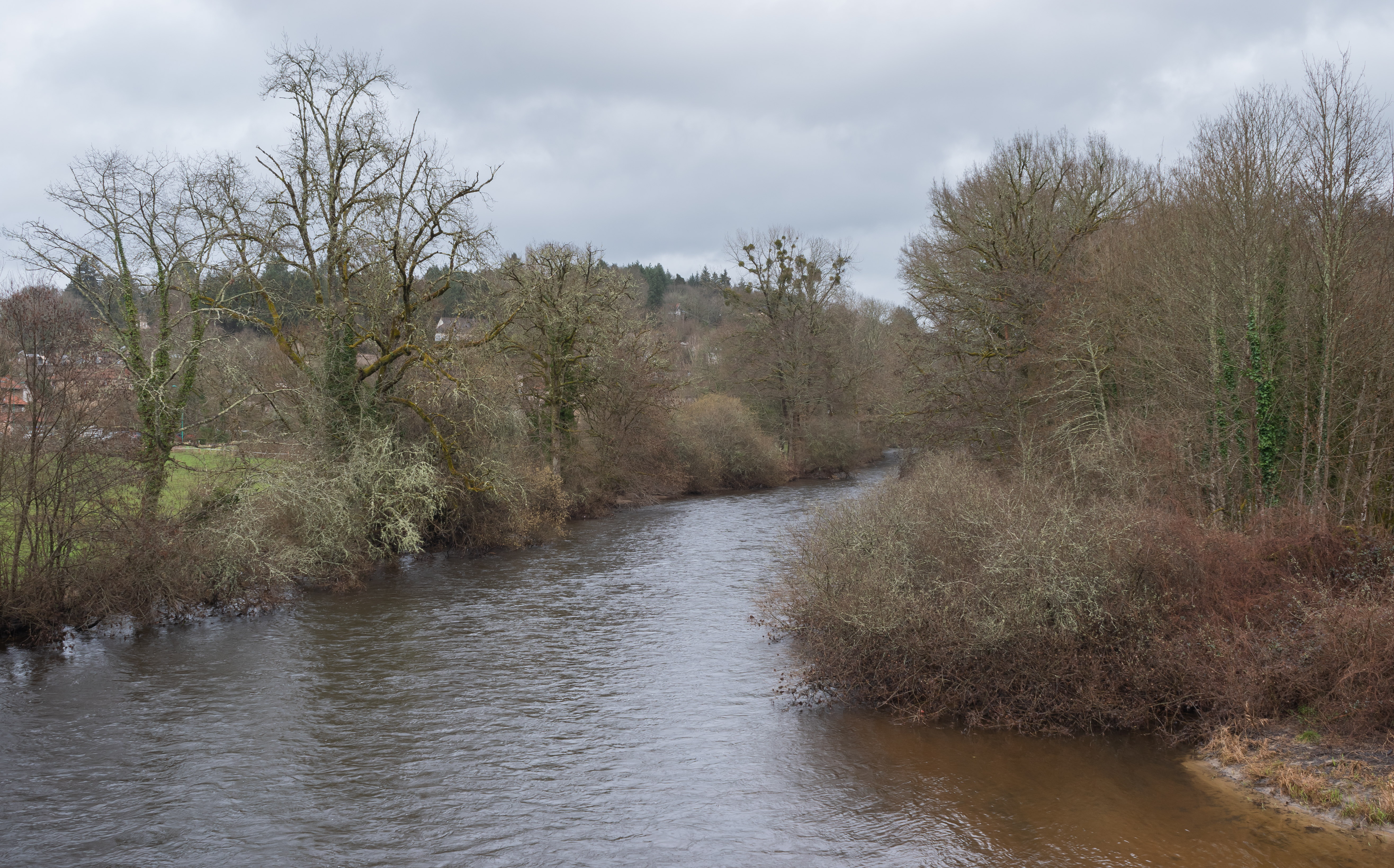
La Vienne à Saint-Priest-Taurion (Haute-Vienne), au cœur de la vallée papetière.

La Vienne est une rivière du centre-ouest de la France qui prend sa source sur le plateau de Millevaches, dans le département de la Corrèze, et se jette après un parcours de 363,3 km dans la Loire, à Candes-Saint-Martin (Indre-et-Loire). Elle arrose sept départements (d'amont en aval : Corrèze, Creuse, Haute-Vienne, Charente, Vienne et Indre-et-Loire), et parmi les villes principales, Limoges, Saint-Junien, Châtellerault et Chinon.
C'est un affluent majeur de la Loire en rive gauche, le plus important en termes de débit.
Son cours amont, avant sa bifurcation vers le nord à son entrée en Charente, est marqué par le relief du Massif central, correspondant ici aux collines et plateaux de la Montagne limousine, qui s'étagent de 950 à 250 mètres d'altitude. La vallée papetière concerne essentiellement la première moitié du cours de la Vienne (sans la partie la plus élevée en amont d'Eymoutiers), le long de ses rives entre 400 et 120 m d'altitude.

#### Les matières premières

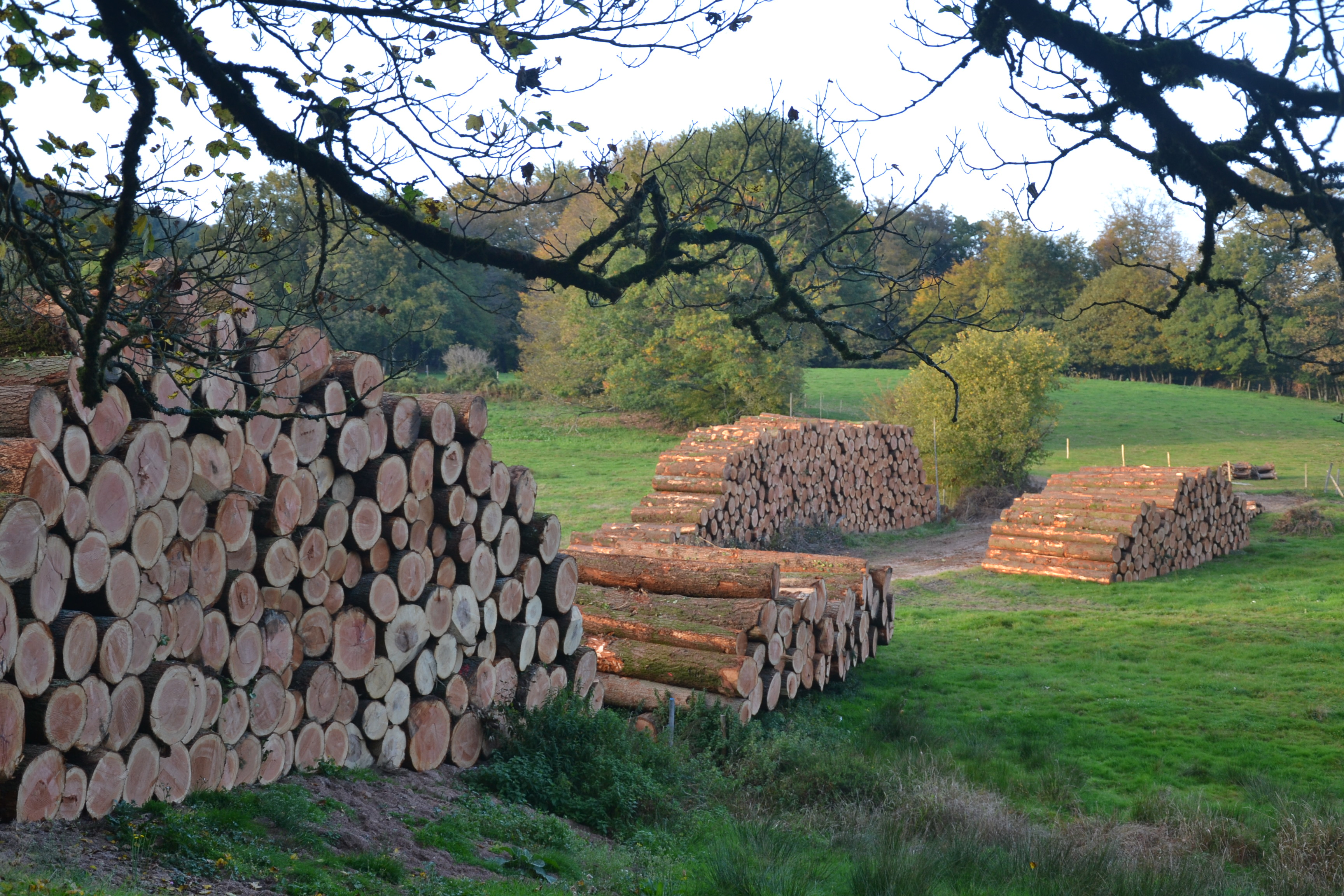
Piles de bois à Salesse, près de Bonnac-la-Côte (Haute-Vienne).

Historiquement richement pourvues en chênes et châtaigniers, les forêts limousines sont abondamment replantées en résineux dans le courant du XXe siècle, dans un contexte marqué par l'exode rural et la déprise agricole des hautes terres du plateau de Millevaches. La mise en place du Fonds forestier national et la politique de reboisement inspirée par Marius Vazeilles, tenant d'une forêt gérée localement, stimulent les plantations. Depuis les années 1950, la montagne limousine se couvre de forêts de résineux dont l'exploitation intéresse les papeteries de la vallée.
Préalablement, le Limousin est également connu pour sa production de seigle, qui aux XIXe et XXe siècles constitue un des matériaux principaux pour la confection de papier,. L'importation des matières premières s'avère toutefois indispensable dès le début du XXe siècle.

## Histoire

### Débuts

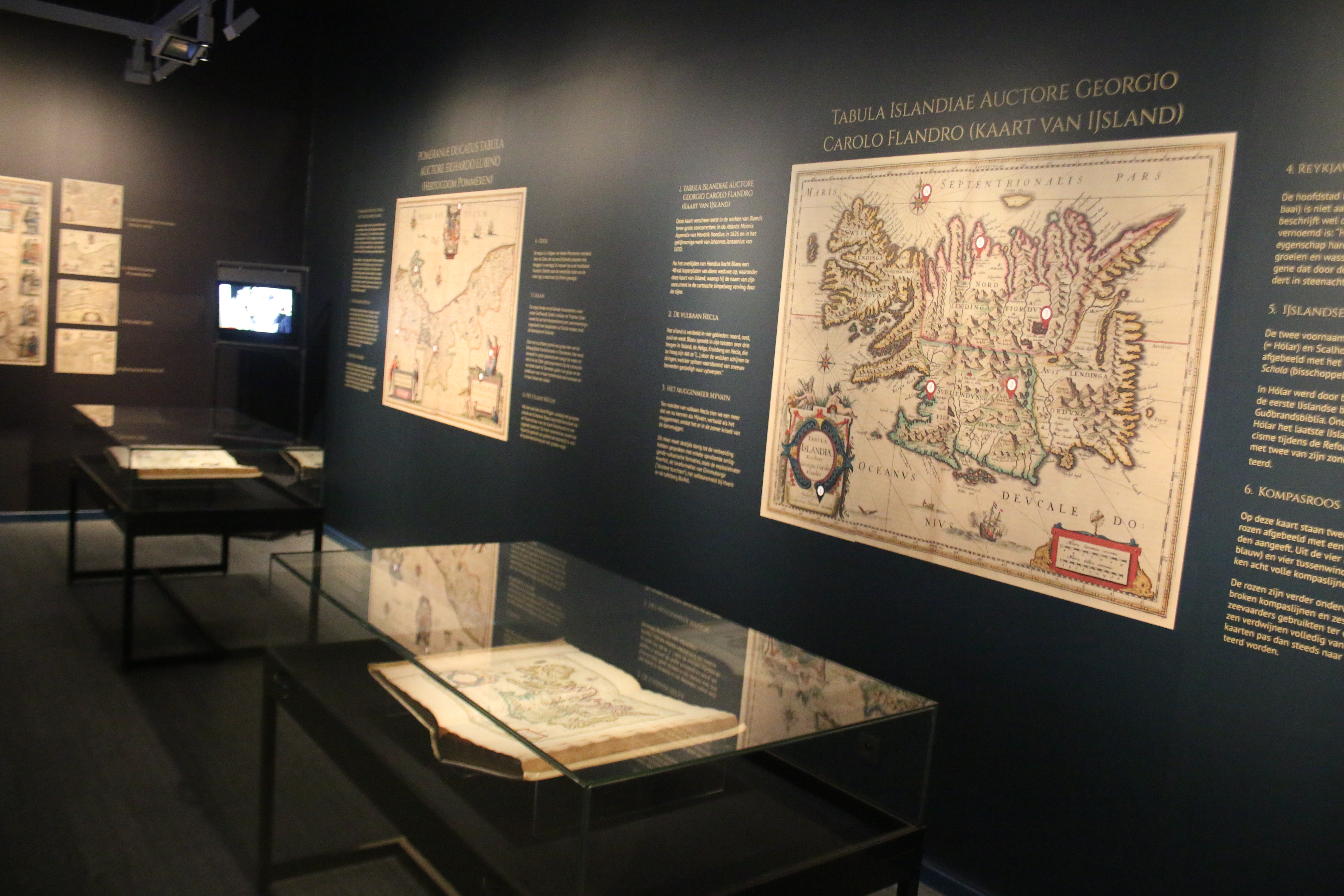
Au XVIIe siècle, les premières cartes géographiques de l'éditeur hollandais Johannes Blaeu recourent au papier de Saint-Junien.

La production de papier à base de chiffon est attestée dès le Moyen Âge, au XIIIe siècle. À cette date, l'installation d'une fabrique de papier est mentionnée à Isle, près de Limoges. En 1891, Alfred Leroux et Camille Rivain estiment déjà qu'à la fin du Moyen Âge, la vallée de la Vienne est jalonnée de moulins à papier « sur les 25 lieues qui séparent Eymoutiers de Chabanais ». L'arrivée de l'imprimerie à Limoges en 1495 suggère le développement de la fabrication du papier dans les années qui suivent. Ainsi, il est fait mention dès 1498 d'un moulin à Fontraynaud, sur les rives de la Maulde, environ 6 km en amont de Saint-Léonard-de-Noblat. Par ailleurs, les documents du séminaire de Limoges contiennent la mention d'un « Jean Nicolas, papetier de Saint-Junien », en 1523. Dans le courant du XVIe siècle, d'autres moulins sont signalés près de Saint-Léonard, au Got et à Farebout.
La production de papier de chiffon de chanvre, lin ou coton, se fait par trempage des étoffes rapportées par les chiffonniers (ou peillaires) dans des pourrissoirs, puis par découpage avec un dérompoir, avant battage et applatissage, par pression sur un feutre. La suspension des feuilles ainsi obtenues sur des cordes est le fait des sallerands, également préposés au lissage, au tri et à l'emballage des papiers.
Dès le XVIIe siècle, les papetiers de la vallée de la Vienne connaissent la réussite, y compris au-delà des frontières du royaume de France. Ainsi, il est attesté que le cartographe et éditeur hollandais Johannes Blaeu recourt à des papiers de Saint-Junien pour les besoins de ses atlas,. De nombreux autres marchands flamands s'approvisionnent auprès des papetiers de l'Angoumois et du Limousin tout au long du siècle.

### Développement auXVIIIesiècle

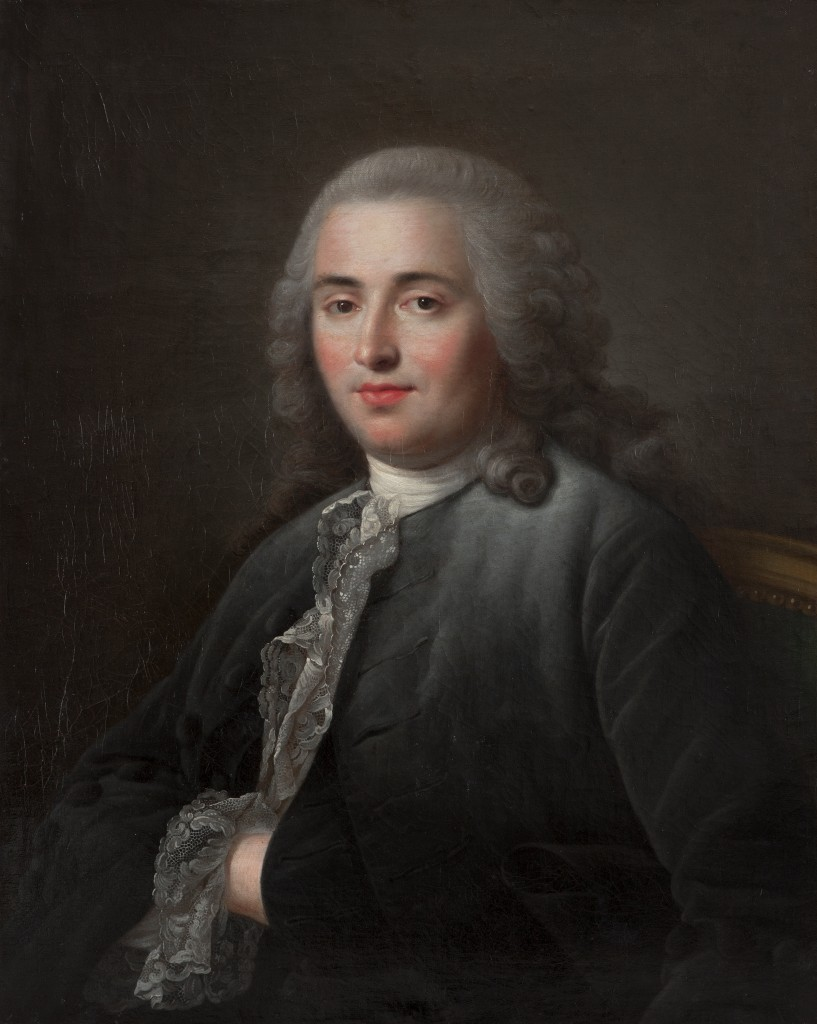
L'action d'Anne Robert Jacques Turgot à son poste d'intendant du Roi à Limoges de 1761 à 1774, est jugée notable dans le développement économique et industriel de la province.

L'imprimerie demeure cependant modeste en Limousin, entravée par la mauvaise qualité des axes de communication et l'administration royale, qui limite à 4 le nombre d'imprimeurs à Limoges en 1704 (ce qui n'empêche pas à d'autres de poursuivre leur activité sans autorisation). Quelques familles dominent le secteur, comme les Barbou. Ces derniers, implantés à Limoges (à partir de 1566), Lyon et Paris, emploient du papier carré de Saint-Léonard, mais s'approvisionnent aussi à Saint-Auvent et en Périgord, et recourent en sus aux marchands en gros de Limoges.
Aux XVIIe et XVIIIe siècles, à mesure que l'activité se déploie, on recense de nombreux moulins à papier dans la généralité de Limoges, en particulier le long de la Vienne autour de Saint-Léonard-de-Noblat,, mais aussi près de Tulle, le long de la Montane, ou en Angoumois, sur les rives du Charreau et de la Boëme. Au XVIIe siècle, les bords du Charreau accueillent déjà une dizaine de moulins ; on en compte 12 sur la Boëme, 7 sur la Charente en aval d'Angoulême, et près d'une trentaine le long de la Dronne et de la Lizonne entre Angoumois et Périgord. Leurs papiers fournissent les imprimeurs parisiens mais aussi certains imprimeurs étrangers, notamment les Anglais, dès le XVIe siècle. L'exportation des papiers du centre-ouest de la France se fait en grande partie par voie fluviale, via la Charente, au départ du port de l'Houmeau à Angoulême.
Un règlement royal en date du 12 décembre 1730, puis une décision de Louis-Urbain Aubert de Tourny, intendant de la généralité de Limoges de 1730 à 1743, encadrent le développement des papeteries dans les décennies qui suivent. L'arrêt du Conseil du roi de 1730, le premier du type en France, accorde en effet aux papetiers du Limousin le droit de produire 12 types de papiers de chiffon différents aux formats spécifiés, comprenant le « grand soleil », le « grand Jésus », la « grande fleur de lys » ou le « papier au pot ». Les papiers « carré fin » ou « carré moyen au raisin », mais aussi le papier dit « lombard », plus lourd et plus grossier, sont la production dominante du moment.
Suivant cette tendance, Anne Robert Jacques Turgot, intendant de 1761 à 1774, soutient à son tour le développement économique de la région, et notamment la papeterie, en favorisant l'installation d'une usine aux Courrières, sur les bords de l'Aurence, pilotée par Martial Barbou,. Les contraintes fiscales que la monarchie maintient sur la profession limitent l'expansion de la papeterie, même si de nouveaux moulins sont mis en marche à la faveur des besoins croissants des imprimeurs et éditeurs. En 1765, des papetiers angoumoisins et limousins adressent une pétition au gouvernement pour se plaindre de la concurrence qui leur est préjudiciable.
Au XVIIIe siècle, la production de papier emploie toujours le chiffon, déchiqueté par les maillets dans les cuves en bois (ou « piles ») des moulins à eau. Les papiers produits servent aux livres scolaires, ouvrages religieux et à la littérature de colportage (« bibliothèque bleue »), mais aussi à l'emballage pour tout l'Ouest de la France. Les papiers sont largement utilisés par les imprimeurs de Paris (comme Desaint & Saillant) et de Bordeaux. Chaque moulin emploie un moyenne de sept à dix ouvriers, essentiellement masculins, femmes et enfants étant cantonnés aux tâches annexes en amont (disposition des chiffons) et en aval (étendage et collage).
La Révolution porte un coup dur à la papeterie limousine ; de nombreuses fabriques ferments, et le prix du papier baisse considérablement.

### XIXesiècle

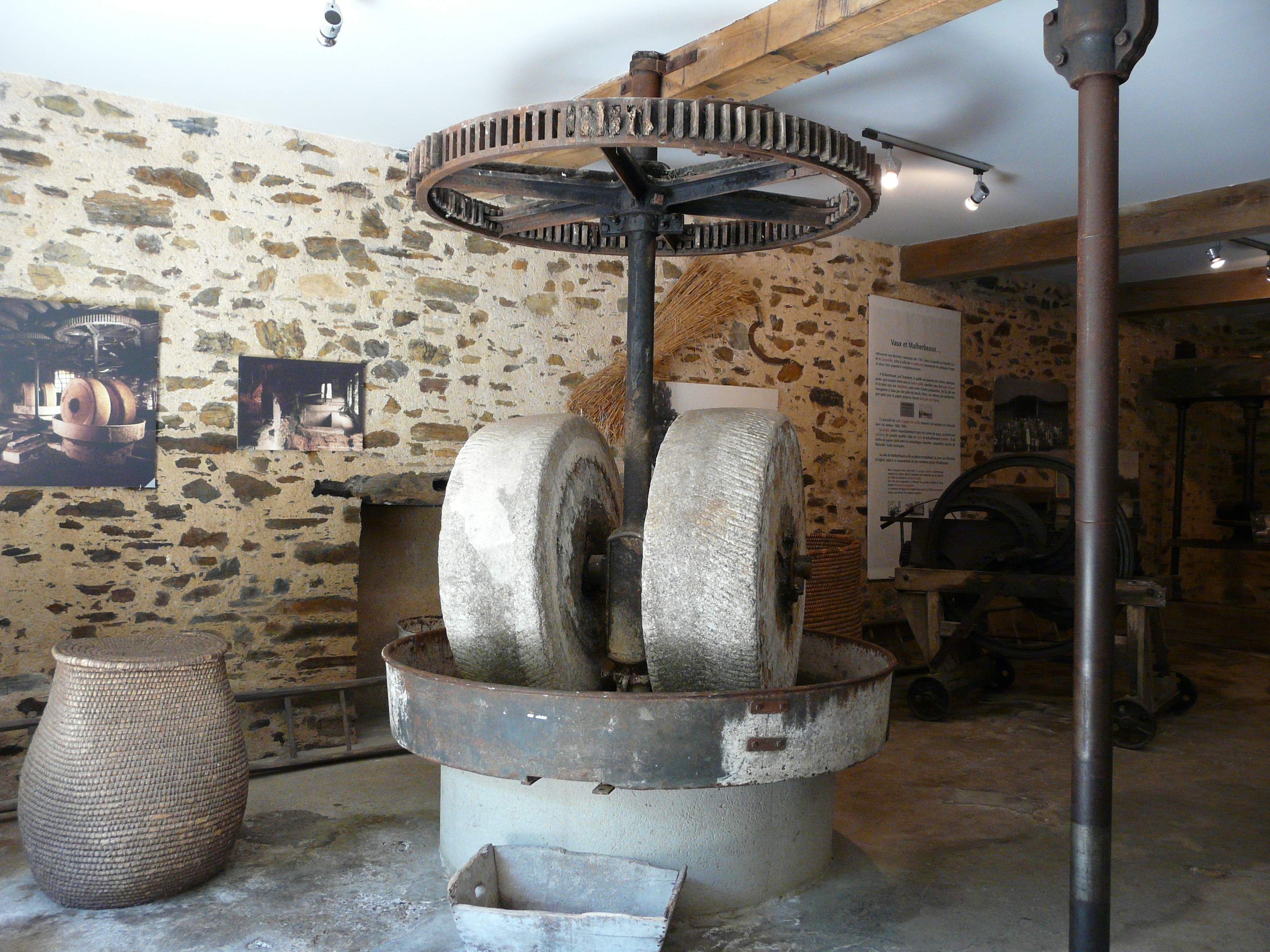
Meules pour broyer la paille de seigle destinée à la production de papier (ici à Payzac, en Dordogne, non loin de la vallée de la Vienne).

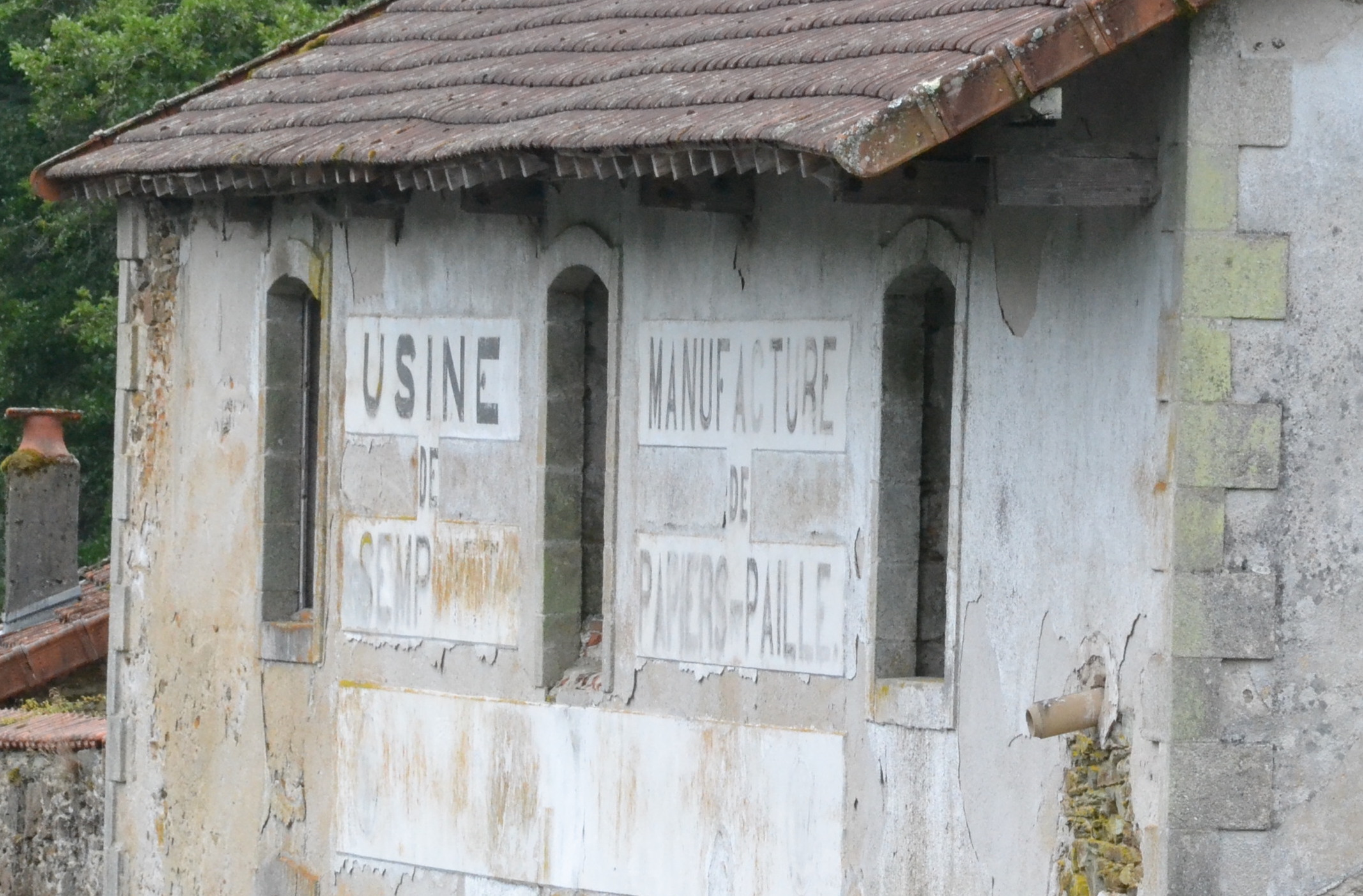
Enseigne peinte de l'usine de papier-paille de Sempinet, à Eybouleuf, au bord de la Vienne.

Au début du XIXe siècle, les papeteries limousines se concentrent principalement autour de la vallée de la Vienne.
La première moitié du siècle, encore marquée par le contrecoup de la Révolution, demeure difficile : la mécanisation est tardive et les aides de l'Etat n'arrivent pas.
De nouveaux procédés sont expérimentés, à partir de bois grossièrement râpé et de paille (laquelle est attestée dans la vallée de la Glane dès 1837), tandis que le chiffon, qui décline, demeure principalement employé pour les papiers d'impression et d'écriture. La production de papier-paille, effectuée à partir de la paille de seigle, dopée par certains événements comme l'Exposition industrielle du Centre de la France de 1858, est importante à la fin du XIXe siècle et encore au début du XXe siècle, atteignant 50 millions de kilos produits annuellement en 1903. La généralisation de la pile hollandaise, apparue en Limousin au début du siècle, permet de rationaliser la production. 

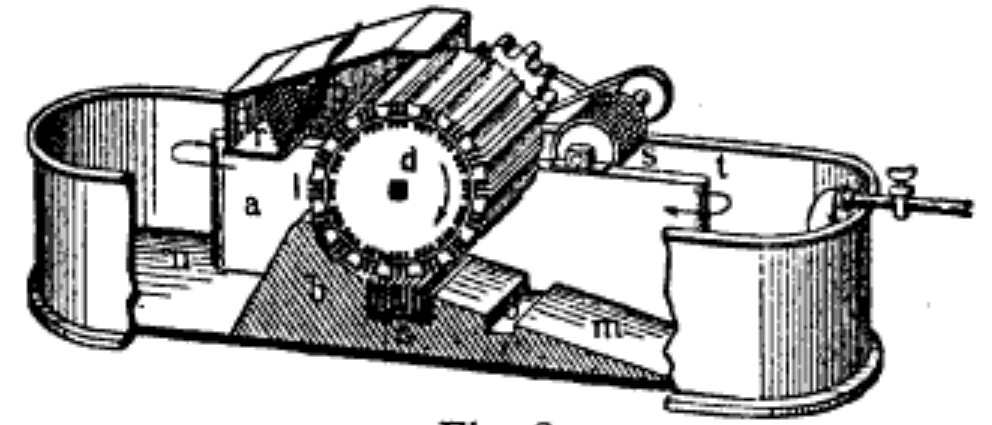
Dessin d'une pile hollandaise, dont la mise au point puis l'introduction en Limousin renforce la productivité de la papeterie locale.

La mécanisation est engagée dans les années 1870. Au même moment, on développe aussi des traitements chimiques du bois (pâte de pin à la soude, pâte de sapin au bisulfite), qui optimisent la production de papier, le papier fait à partir de bois étant plus résistant et plus souple que le papier-paille. Ce dernier trouve néanmoins de nouveaux débouchés avec l'emballage alimentaire, ainsi que la mise au point du carton ondulé, dans les années 1890, dont l'usine d'Aubazine, en Corrèze, propriété de l'industriel Gaston Cassard, est l'un des fers de lance, peu après l'usine pionnière à Exideuil, et avant que d'autres usines de la vallée de la Vienne, comme la cartonnerie du Val-Isabelle à L'Aiguille, ne s'en saisissent peu après. Le Limousin s'impose comme l'un des principaux foyers de production du papier-paille avec l'Isère.
Dans la deuxième moitié du XIXe siècle, le développement du chemin de fer favorise le succès de la papeterie limousine. Plusieurs lignes desservent directement la vallée de la Vienne : après l'arrivée du train à Limoges depuis Châteauroux en 1856, la ligne Limoges-Angoulême via Aixe-sur-Vienne et Saint-Junien ouvre en 1875, et la ligne Limoges-Meymac via Saint-Léonard-de-Noblat et Eymoutiers en 1880.
La force hydraulique demeure massivement utilisée à la fin du siècle. L'usage exclusif de la vapeur est très rare, mais la plupart des usines disposent de machines à vapeur destinées à actionner la machine à papier, voire les piles, durant les épisodes de sécheresse. A la fin du siècle, le prix croissant des machines et le recours à la vapeur, également coûteux, contribuent dans un contexte de crise économique à diminuer le nombre d'usines, qui se replient le long de la Vienne et délaissent les autres vallées.

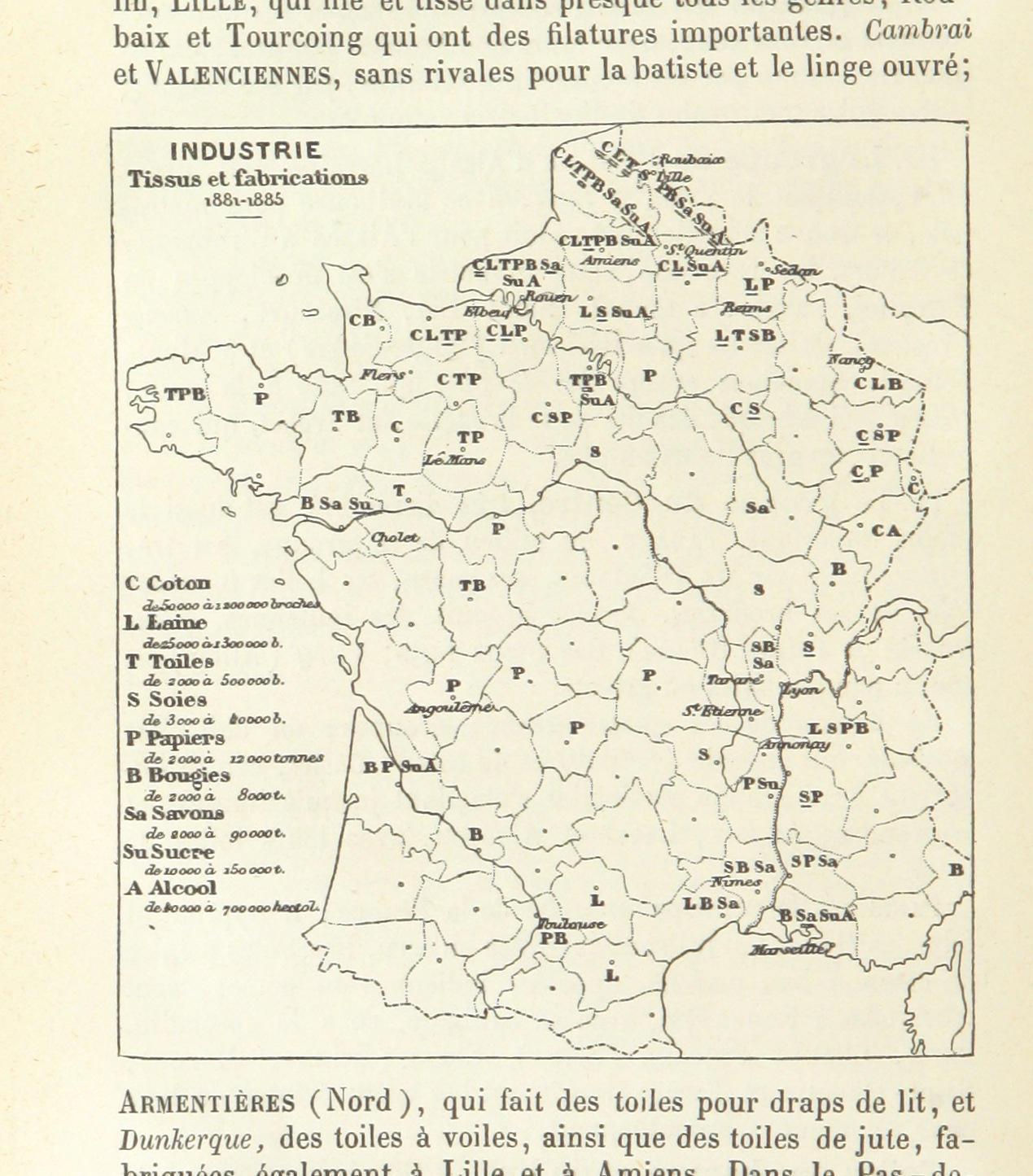
La papeterie limousine, sur une carte économique de la France publiée en 1889.

De nouveaux débouchés (sacs en papier à Saint-Junien, boîtes d'allumettes à Saillat) relancent la production. La mise au point par les épiciers des sacs en papier à fond écorné (fond plat, stable), d'abord manuellement, gagne à devenir industrielle, avec la création de premières machines spécifiques dans les années 1890. Durant cette décennie, et au tout début du XXe siècle, plusieurs sociétés spécialisées dans la fabrication de sacs naissent à Saint-Junien (Imbert, Barataud, Boutant, Longaygue, Gaudy…).
Surtout, l'installation de la société Thompson & Norris, de New York, à Exideuil, sur les rives charentaises de la Vienne, marque l'introduction du carton ondulé en France, à partir de 1892,. Preuve de la position dominante du Limousin dans le secteur, les statuts du syndicat des fabricants du Centre et du Limousin servent de modèle à ceux du nouveau syndicat professionnel des fabricants de Lyon et du Midi en 1888.
En 1898, les différentes papeteries de la vallée se réunissent en une Société générale des papeteries du Limousin (SGPL), pilotée par un banquier parisien. Cette nouvelle entité, dont la solidité améliore la santé du secteur, comprend 6 usines à sa fondation, et 15 usines en 1905.

### Première moitié duXXesiècle

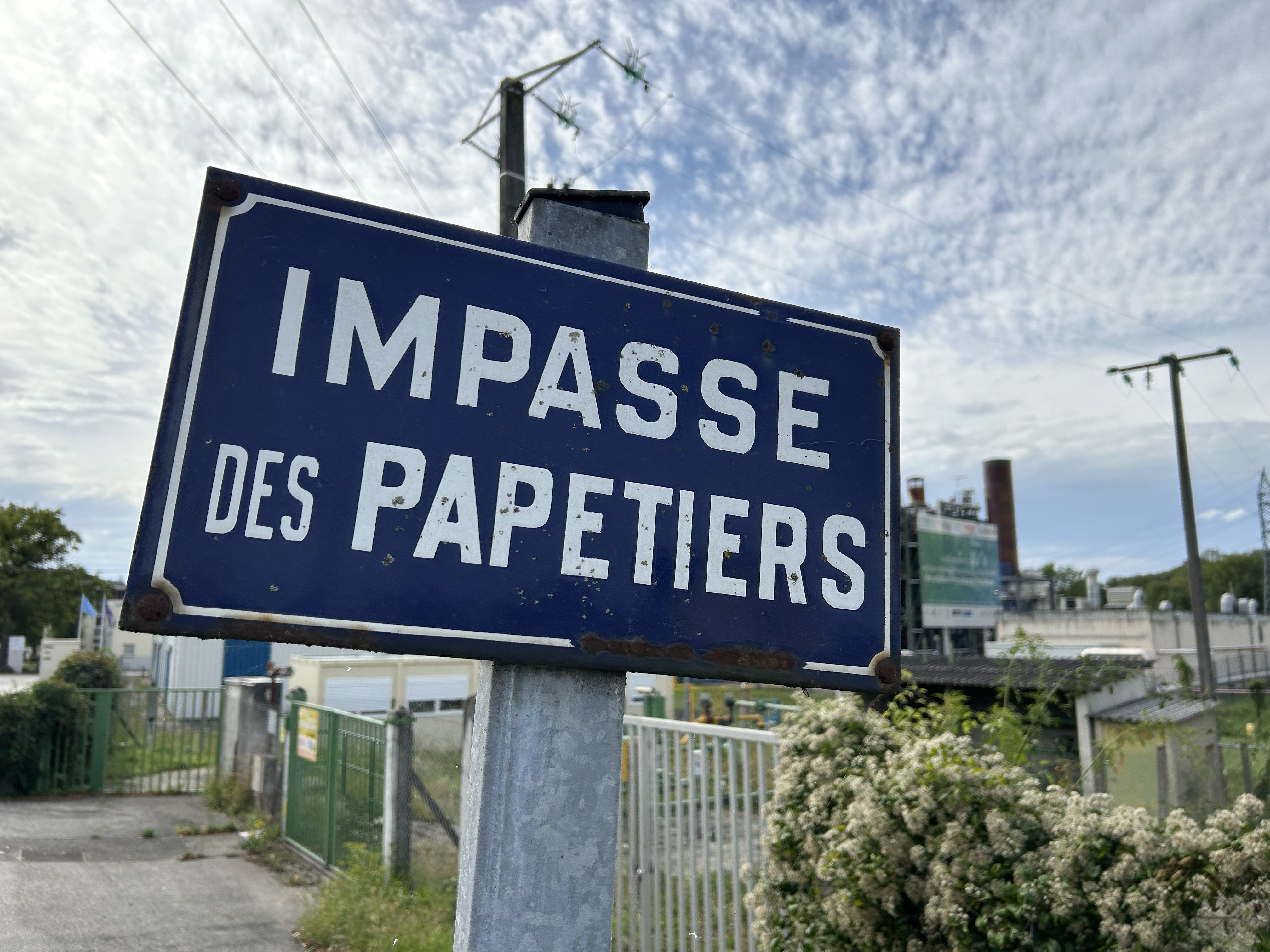
Dans la première moitié du XXe siècle, les papeteries de Saillat-sur-Vienne (ici l'impasse des Papetiers) montent en puissance pour figurer parmi les usines les plus modernes de la vallée.

En 1903, 20 papeteries apparaissent le long de la Vienne, auxquelles il faut ajouter plusieurs usines le long de ses affluents (4 le long de la Glane, 3 sur le Taurion, 1 sur la Maulde et 1 sur la Combade). En 1910, la rivière Vienne compte 90 moulins dans sa section haut-viennoise, dont 36 sont des papeteries ou cartonneries, implantées à l'endroit de moulins plus anciens et utilisant la force hydromécanique. L'abondance de l'eau et de la matière première donne un avantage certain à l'industrie papetière de l'ouest limousin, causant des tensions avec les concurrents de Dordogne notamment. En 1900, la Haute-Vienne se place en deuxième position nationale en nombre de fabricants (22), derrière l'Isère (32), et troisième pour le nombre de machines (36), après l'Isère (65) et la Seine-et-Oise (37). À la même époque, les Chambres de commerce s'unissent pour proposer des tarifs de transports à même d'assurer l'exportation du papier limousin jusqu'au Levant, pour y défier les productions d'Autriche et d'Italie.
En 1912, la Haute-Vienne a perdu de son avance, ses 33 machines la plaçant en 6e position départementale, dans un secteur désormais dominé par la région parisienne, Paris et la Seine-et-Oise comptant au total 75 machines, contre 74 pour l'Isère.
L'industrie du sac en papier de Saint-Junien connaît son apogée dans les années 1920 ; de nouvelles entreprises sont fondées, une première coopérative (Coopérative des Papiers et Sacs) est créée en 1933. La mécanisation croissante réduit toutefois les effectifs employés dans les années 1930. Les premières décennies du siècle sont marquées par quelques mouvements de grève, comme en 1904 à Saint-Junien (revendications salariales).

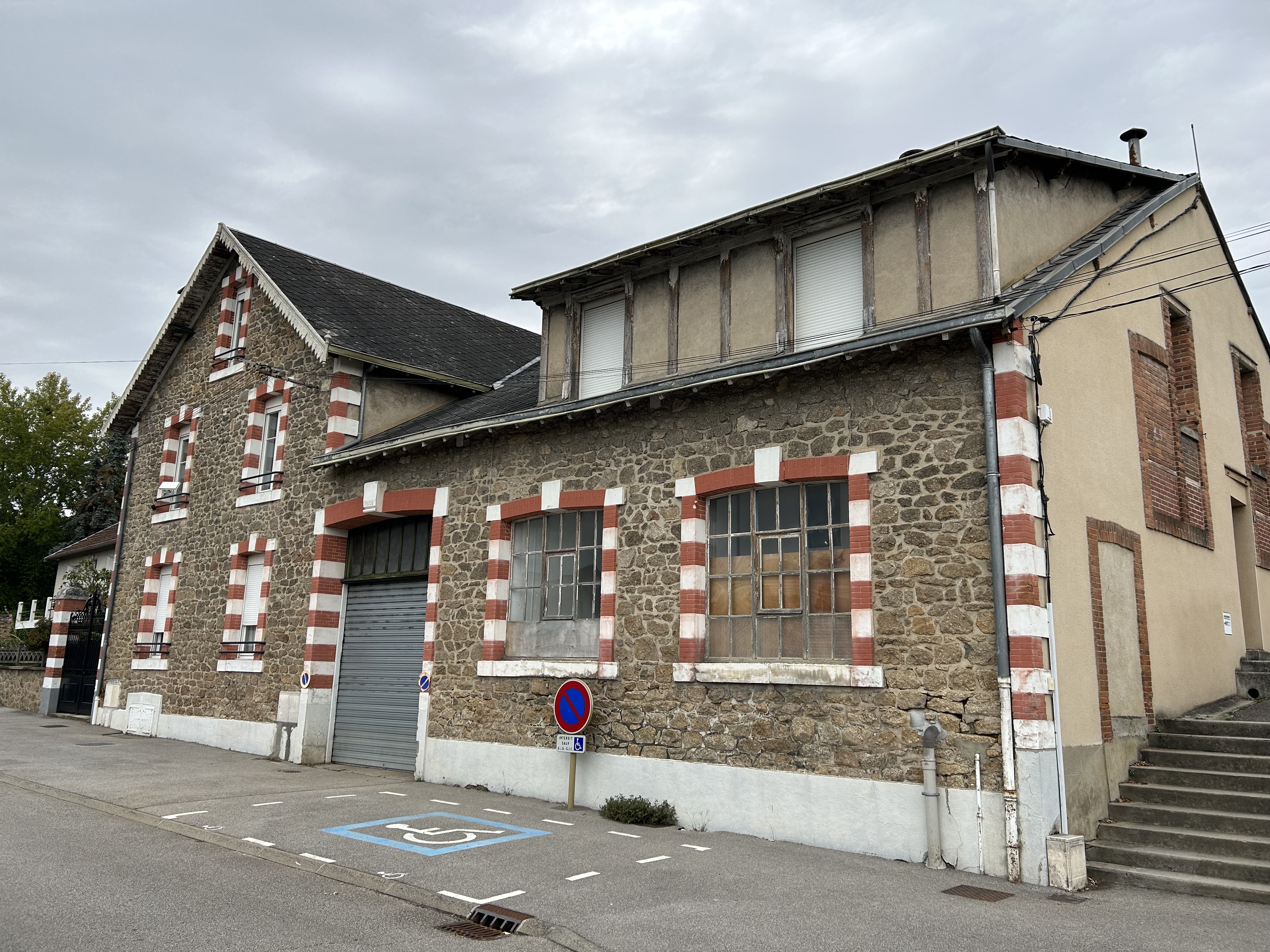
Ancienne usine d'emballage Longaygue à Saint-Junien, active de 1908 à l'entre-deux-guerres.

Le développement de la papeterie intéresse d'autres entreprises industrielles locales, qui se spécialisent dans la fabrication et l'entretien de machines spécifiques. C'est le cas, par exemple, de l'entreprise Rouchaud et Lamasiaude à Limoges, qui excelle avant tout dans les machines de l'industrie porcelainière,. La réussite du canton ondulé, idéal pour les emballages, bénéficie aussi aux autres industries régionales, comme la porcelaine, la chapellerie, la chaussure et la confection.
Dans l'entre-deux-guerres, la papeterie limousine subit la concurrence de nouvelles usines modernes édifiées dans la forêt des Landes, qui diffusent en quantité un papier kraft intégralement élaboré à partir de pin. Cette nouvelle donne fragilise le filon du papier-paille, déjà menacé par les progrès du papier de luxe, et qui se relance toutefois à nouveau avec la mise au point de la « caisse-carton » en 1932. La production moderne de papier-paille se fait alors à partir de mélanges de paille hachée et de lait de chaux, mis à macérer puis broyés sous des meules. Au début du XXe siècle, la macération à froid est une spécificité limousine. La pâte grossière est ensuite raffinée, séchée sur du feutre, dont la production est importante autour de Saint-Junien, puis dans des machines à vapeur avant découpe.
En 1932, la SGPL associe 5 usines de Saint-Junien à deux usines en Corrèze, une en Creuse, et six autres le long de la Vienne (deux en Charente et quatre en Haute-Vienne). Parallèlement, plusieurs entreprises indépendantes subsistent, y compris le long de la Vienne
Dans les années 1950, l'industrie papetière apparaît florissante dans la vallée de la Vienne, de sorte que celle-ci, entre la confluence de la Maulde et Chabanais, soit qualifiée de « rue d'usines ». À cette époque, la vallée de la Vienne assure 1/5e de la production papetière française. Elle se spécialise dans la production de papiers de cannelure et de couverture destinés à la fabrication d'emballages en carton ondulé, dont la diffusion se développe continuellement depuis la fin du XIXe siècle. Parallèlement, l'industrie de l'emballage recourt de moins en moins aux sacs en papier, dont la production décline à partir de 1945, jusqu'aux premières cessations d'activité vers 1960, alors que la production recourt de plus en plus au papier sulfurisé ou papier cristal. La cartonnerie prend le pas sur le papier, à travers plusieurs entreprises en essor dans le courant du siècle (usine des Roches à Saint-Priest-Taurion, usine du moulin Barlet à Saint-Yrieix-sous-Aixe…).
Plusieurs activités industrielles connexes bénéficient de l'essor du papier limousin : mécanique, feutre, sacs en papier…
Dans les années 1950, la fabrication du papier repose encore massivement sur l'utilisation de paille hachée de seigle, qui compose jusqu'à 75 % de la matière finie. Mise à macérer avec de la chaux dans des grandes cuves, les mares, la paille est ensuite égouttée, broyée, raffinée et la pâte forme une sorte de tissu par entrecroisement des fibres (feutrage). La paille est alors principalement achetée dans l'Ouest (Indre, Maine-et-Loire), le Massif central, le Nord, et la chaux provient de Charente et de la Vienne.

### Seconde moitié duXXesiècle
En 1962, la part représentée par les emplois dans le papier et le carton dans la totalité des salariés de l'industrie, se monte à 5,53 % pour la vallée de la Vienne, contre 24 % pour le cuir ou 9,45 % pour la porcelaine. Le centre industriel de Saint-Léonard, foyer du papier de chiffon à l'époque moderne, est alors présenté en déclin, avec le remplacement de la papeterie (moins de 20 % des emplois) par de nouvelles activités de taille modeste (chaussure, menuiserie, plastique). L'obsolescence des usines dans ce secteur, et la réticence des industriels à consentir à de lourds investissements, et notamment à s'engager dans la production de papier de paille en lieu et place du chiffon, provoque la déliquescence de la production papetière en amont de Limoges, sauf rares exceptions,.
Dans le courant du XXe siècle, la papeterie se recentre sur quelques grosses usines, pour plusieurs d'entre-elles établies non plus dans des villes ou bourgs importants, mais en marge de petites localités, comme Saillat-sur-Vienne ou Bosmie-l'Aiguille, induisant l'essor démographique et commercial de ces petites communes.
Déjà peu féminisée au XVIIIe siècle, la papeterie conserve cette caractéristique jusqu'au XXe siècle ; en 1962, elle apparaît comme l'une des activités industrielles les plus masculines (19 % de femmes employées seulement, contre 46,6 % dans la porcelaine ou 71 % dans la ganterie).
La modernisation des usines passe par des changements de propriété. En 1989, le leader américain International Paper fait l'acquisition de l'usine de Saillat, qui en devient sa principale unité sur le continent européen,.

### XXIesiècle

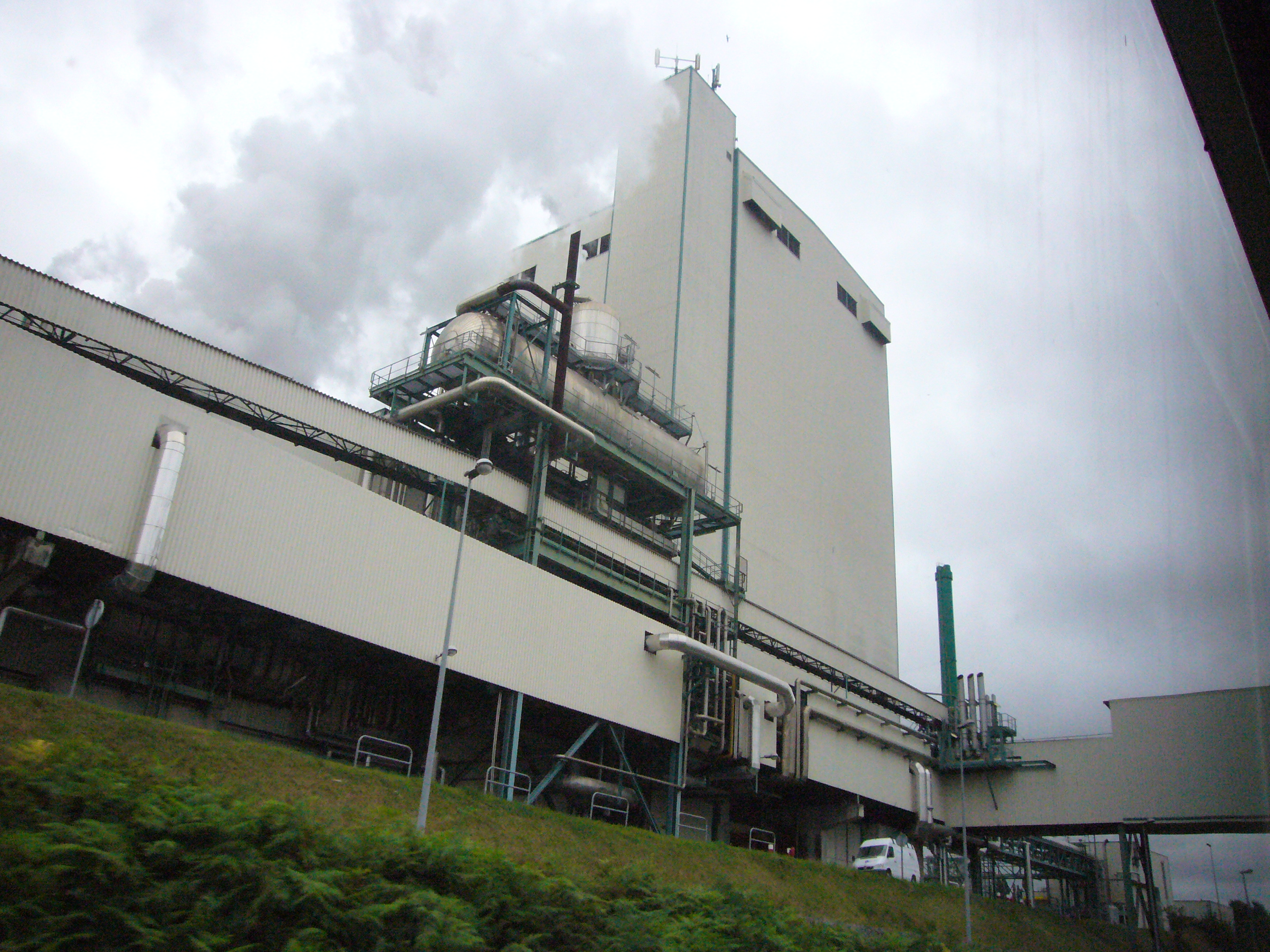
Vue partielle de la papeterie industrielle de Saillat-sur-Vienne, depuis le train circulant sur la ligne de Limoges-Bénédictins à Angoulême.

Dans les années 2000, la papeterie demeure l'un des principaux débouchés de la production de bois en Limousin, aux côtés de la fabrication de panneaux. En 2010, le Limousin est la région employant la plus grande proportion de personnes dans la filière bois, avec 3,4 % de l'emploi salarié (7 900 personnes) ; l'essentiel de la production papetière concerne les établissements de l'ouest de la région, ceux de l'est, dans la montagne limousine, relevant plutôt de la scierie. L'industrie du papier et du carton correspond à cette date à 49 établissements, employant 2 739 personnes, soit 34,7 % des emplois de la filière bois.
Dans la vallée de la Vienne, plusieurs entreprises modernes poursuivent la production de papier. Les principales se trouvent à Châteauneuf-la-Forêt, Bosmie-l'Aiguille, Saillat-sur-Vienne et Exideuil-sur-Vienne. L'usine de Saillat, transmise par International Paper à Sylvamo en 2021, s'impose comme l'une des plus importantes de France, et la seule à maîtriser l'ensemble des étapes de production, de la réception du bois à la fabrication du papier fini. Cette usine, qui emploie 600 personnes et génère 4 000 emplois indirects en 2019, fait venir 40 à 50 camions de bois chaque jour depuis les forêts plantées du plateau de Millevaches.
Plusieurs implantations se sont toutefois affranchies de la localisation en bord de rivière, comme l'usine Sofpo d'Exideuil-sur-Vienne, ou DS Smith Packaging à Rochechouart, héritière d'une entreprise d'emballage fondée en 1933.

## Principaux sites

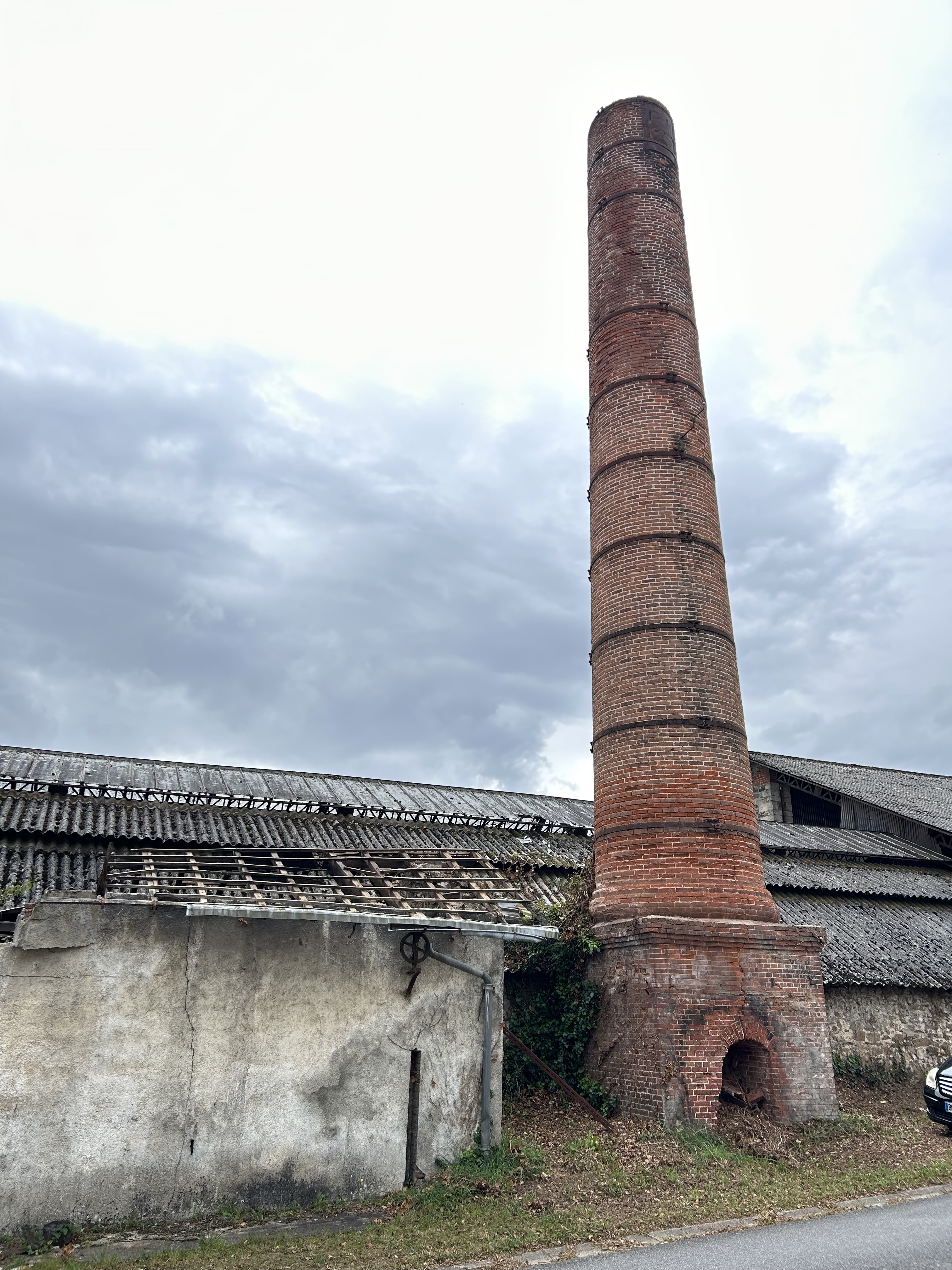
Cheminée industrielle de l'ancienne usine du Moulin de l'Hôpital, à Saint-Brice-sur-Vienne.

Cette liste, non exhaustive, présente les différents moulins à papier recensés le long de la Vienne et de ses affluents, dans les départements de la Haute-Vienne et de la Charente :

### Vallée de la Vienne
Les moulins et usines suivants sont présentés d'amont en aval : 
- moulin d'Épied ou de Bellabre, Bujaleuf (XVIIe siècle[62])
- moulin de Boisvert, Bujaleuf (1641-v. 1789[62])
- moulin de la Borie, Saint-Denis-des-Murs[63]
- usine de Sampinet, Eybouleuf (1769-1924[64])
- usine de Farebout, Saint-Léonard-de-Noblat (XVe siècle-1993[65])
- moulin des Vergnes, Saint-Léonard-de-Noblat (XVIIe-XIXe siècle[66])
- moulin de Beaufort, Saint-Léonard-de-Noblat (v. 1648-1851[67])
- moulin Maumot, Saint-Léonard-de-Noblat (XVIIe-XIXe siècle[68])
- moulin Maquetaud, Saint-Léonard-de-Noblat (1673-1973[69])
- moulin Giraud, Saint-Léonard-de-Noblat (XVIIIe-XIXe siècle[70])
- usine du Pénitent, Saint-Léonard-de-Noblat (XVIIe siècle-1967[71])
- moulin de Brignac, Royères (1906-1938[72],[73])
- moulin de Lageas Basse, Royères (v. 1580-XIXe siècle[74])
- moulin des Roches, Saint-Priest-Taurion
- moulin Richard, Condat-sur-Vienne
- moulin du Val-d'Enraud, Isle
- papeterie Lacaux, Bosmie-l'Aiguille (depuis 1870[75])
- usine du Bouchet, Saint-Brice-sur-Vienne
- usine du moulin de l'Hôpital, Saint-Brice-sur-Vienne
- usine de Grandmont, Saint-Junien (1874-v. 1970[76])
- moulin du pont Notre-Dame, Saint-Junien (?-1936[75])
- moulin Pelgros (usine Codet), Saint-Junien (1864-1970[77])
- papeteries de Saillat-sur-Vienne (depuis 1880[75] pour l'usine aval, aujourd'hui Smurfit Kappa ; ancienne usine Aussedat-Rey, puis International Paper et aujourd'hui Sylvamo, fondée en 1894, en amont[78])
- usine Lamirande, Exideuil-sur-Vienne (depuis 1908[79])
- usine SCA, Chabanais (1956[80]-2006[81])
- cartonnerie Sofpo, Exideuil-sur-Vienne (depuis 1888[82])
- moulin Neuf, usine Roudier-Gravellat, Exideuil-sur-Vienne (1864-1970[83])
- usine de Confolens (1874-1970[84]).

Sites historiques, aujourd'hui fermés.
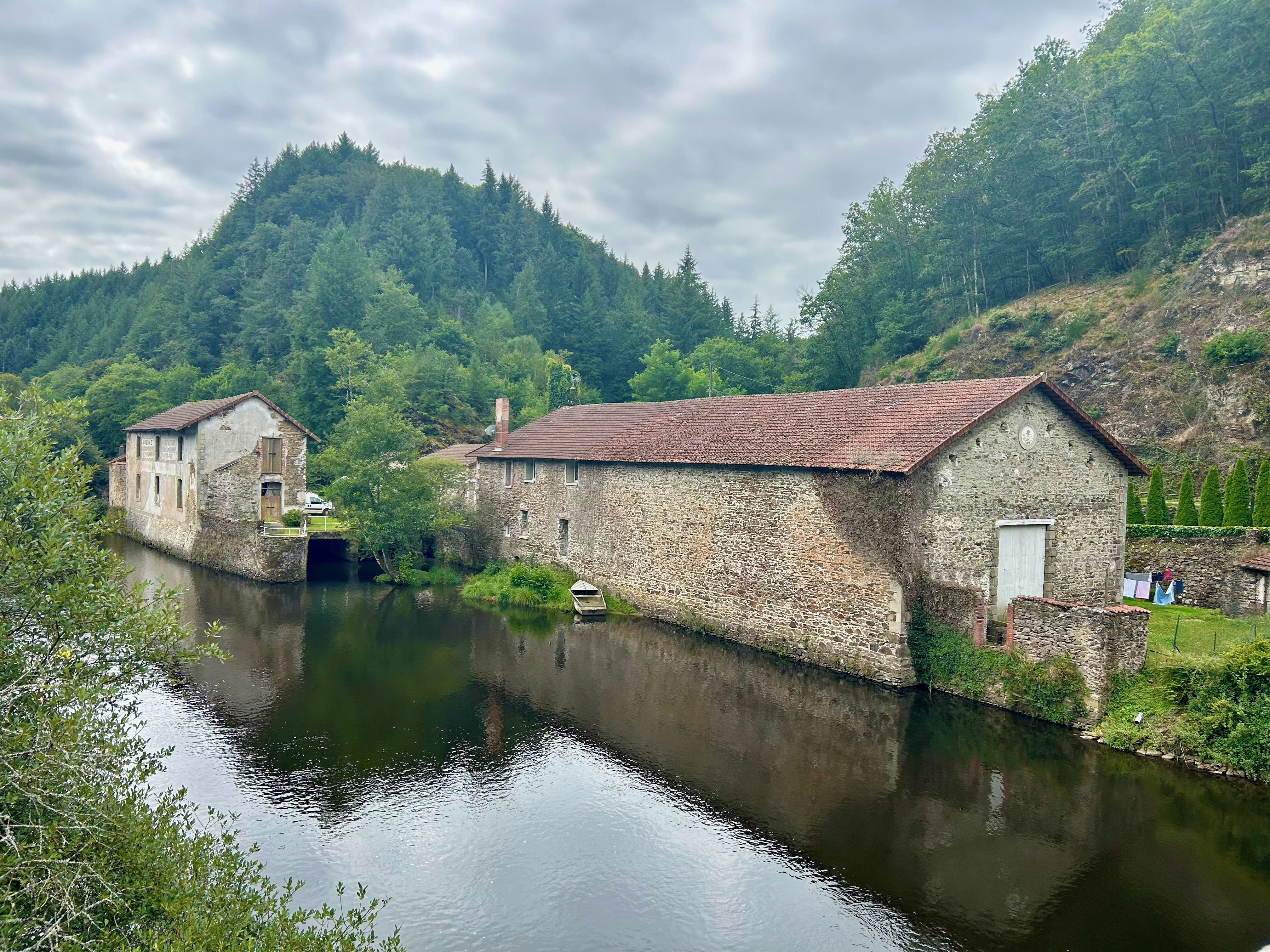
Ancienne usine de Sampinet (Eybouleuf).
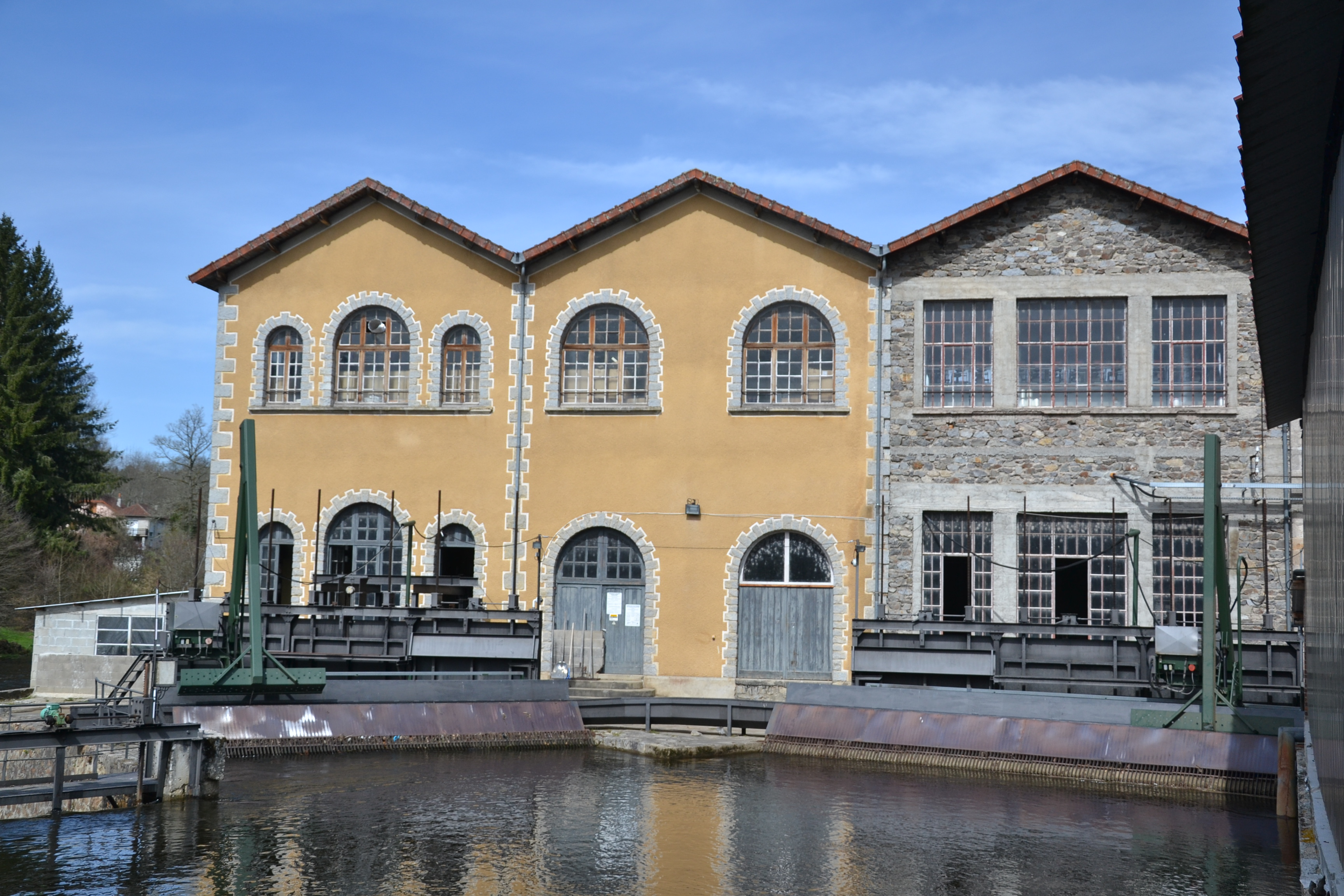
Filterie de Brignac (Royères), ancienne fabrique de papier des années 1900 à la Seconde Guerre mondiale.
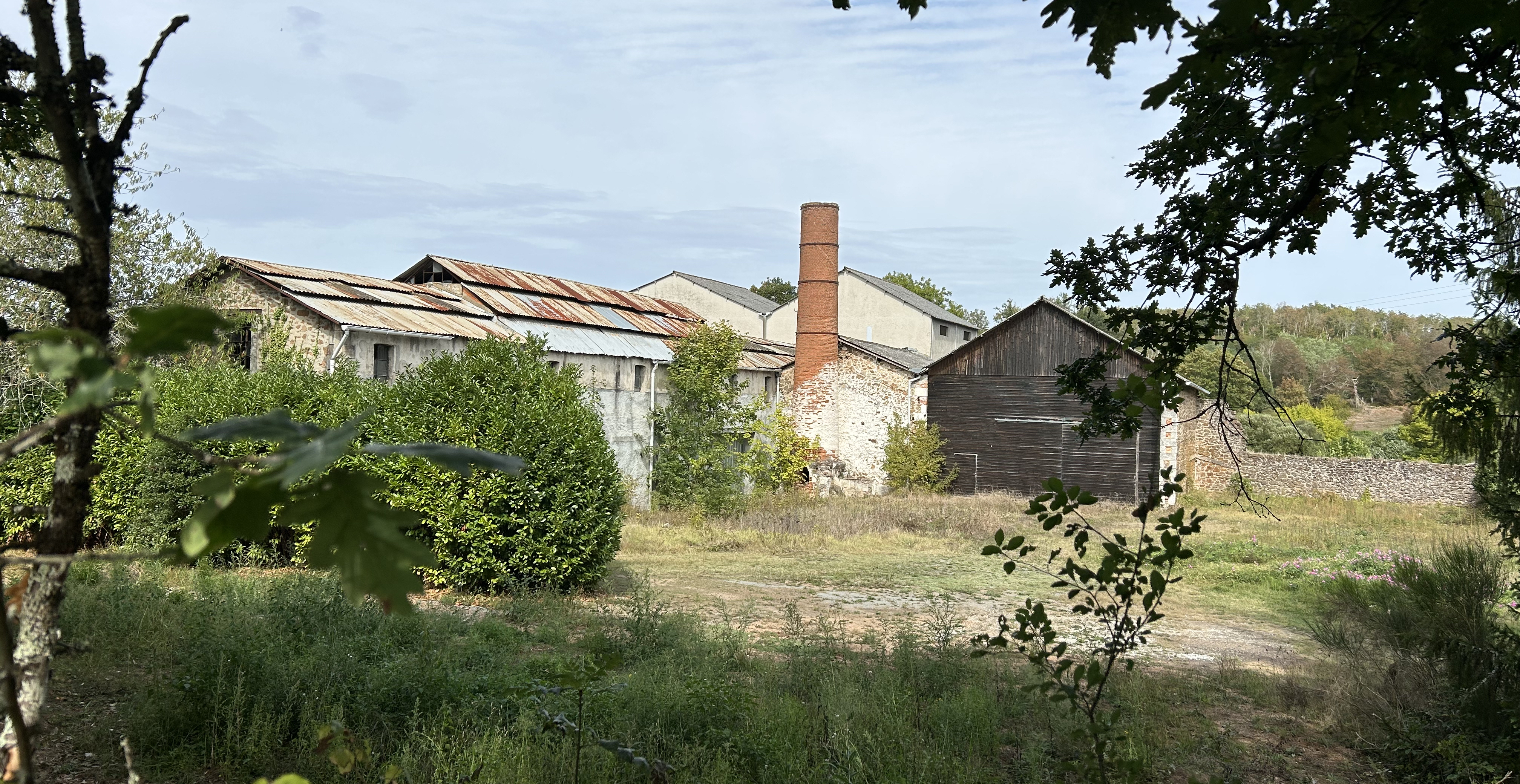
Le Moulin-Neuf (Exideuil-sur-Vienne).

Sites en activité.
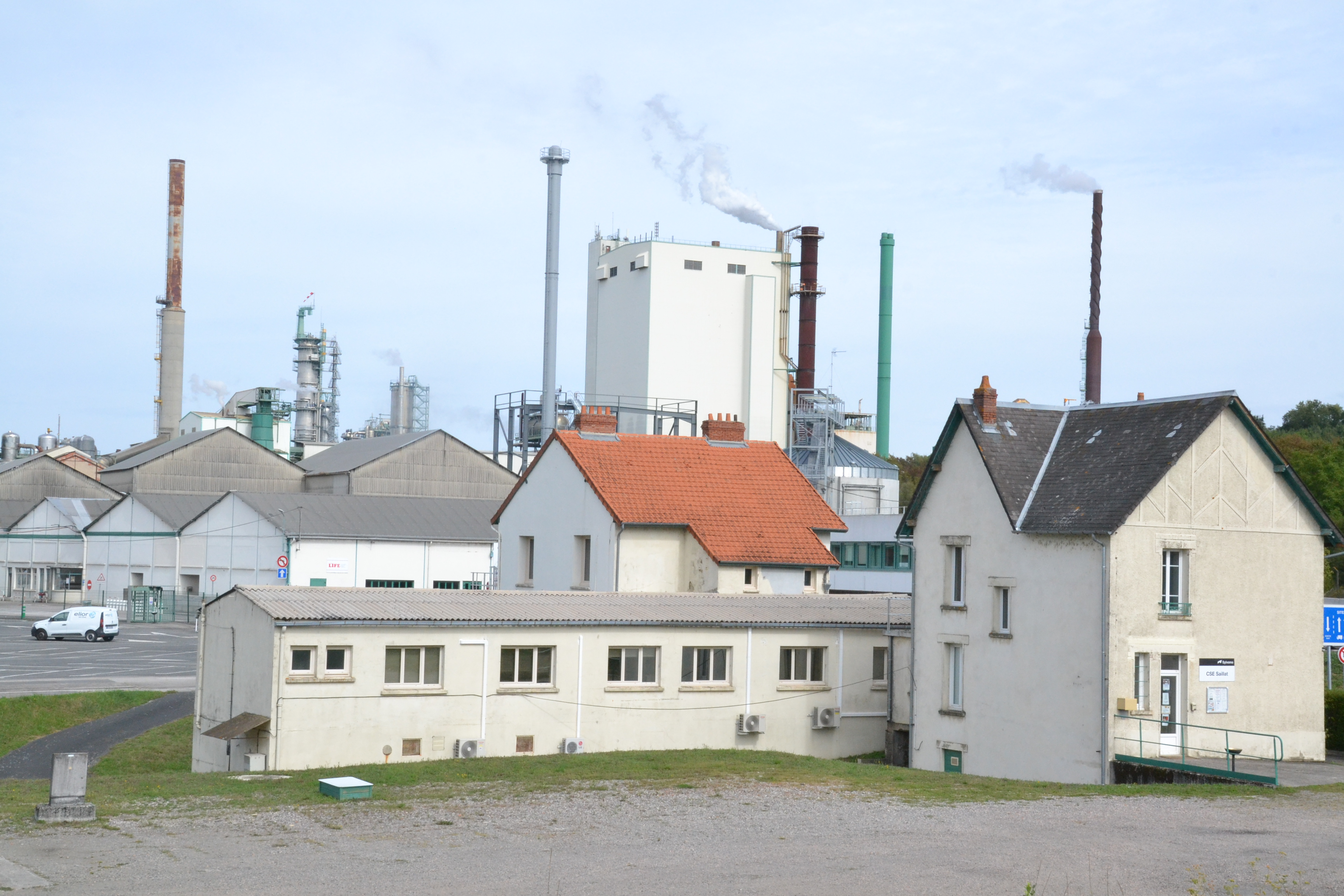
L'usine Sylvamo de Saillat-sur-Vienne.
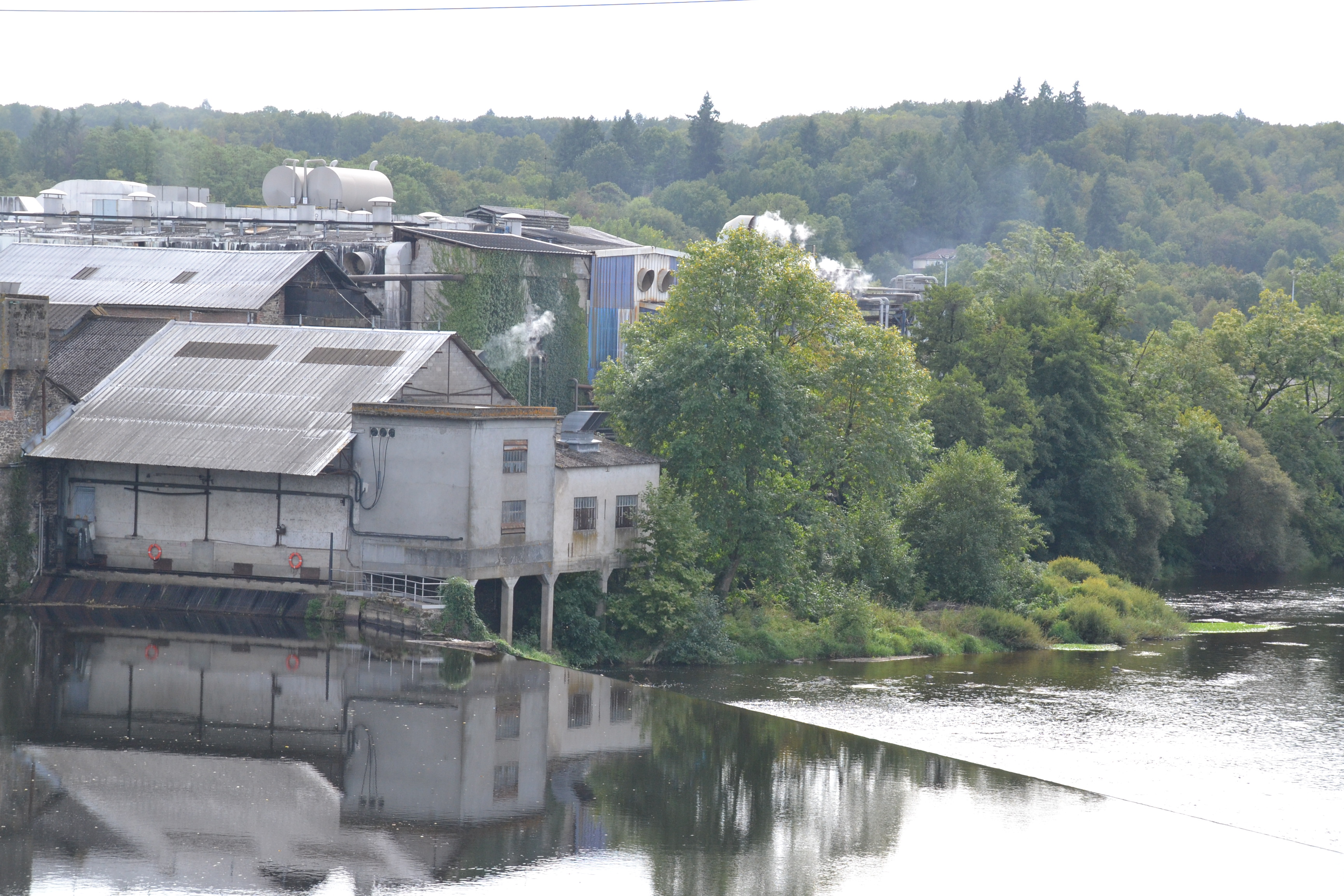
L'usine Smurfit-Kappa de Saillat-sur-Vienne.
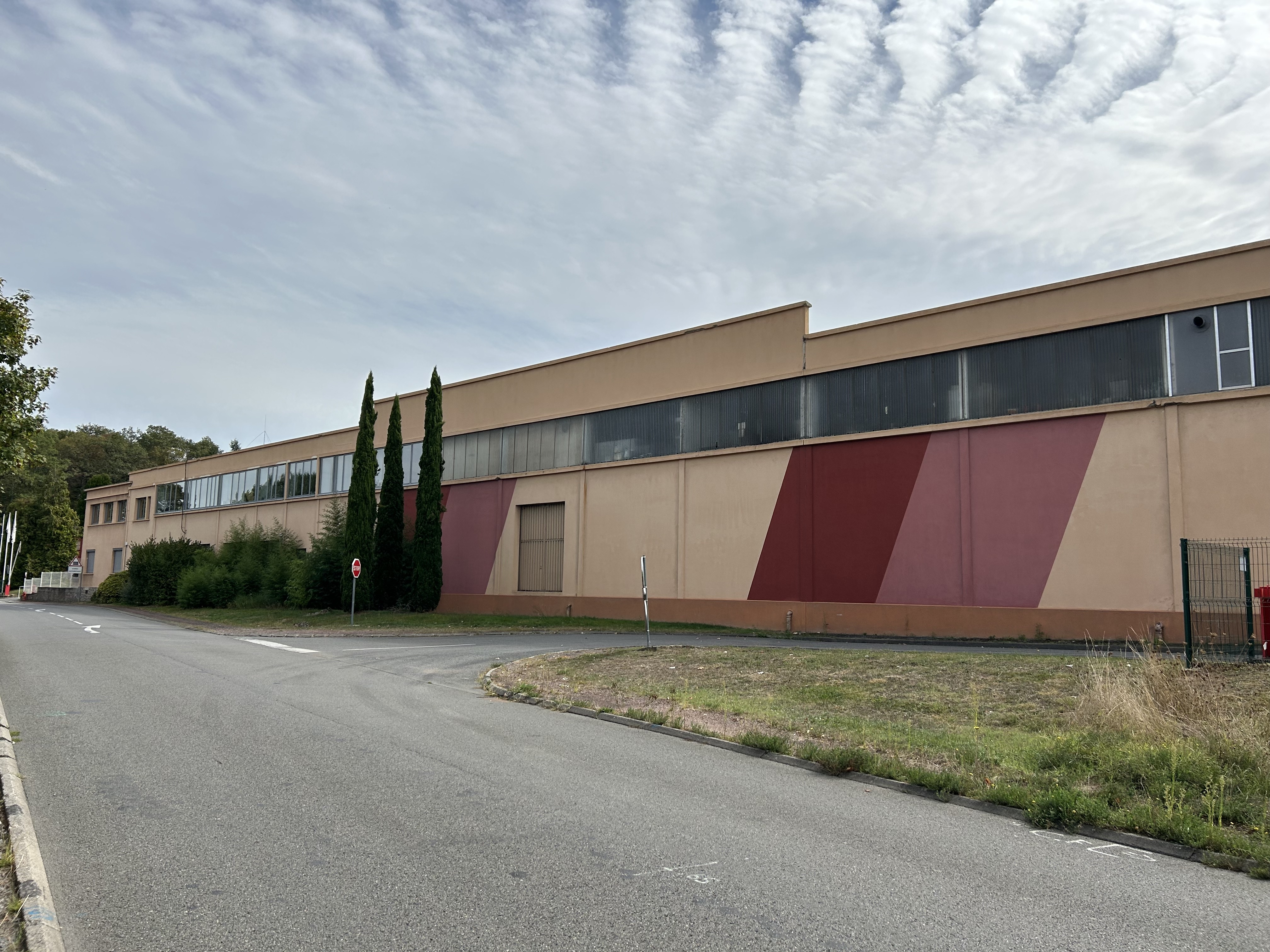
La cartonnerie SOFPO (Exideuil-sur-Vienne).

### Autres cours d'eau
- Aurence :

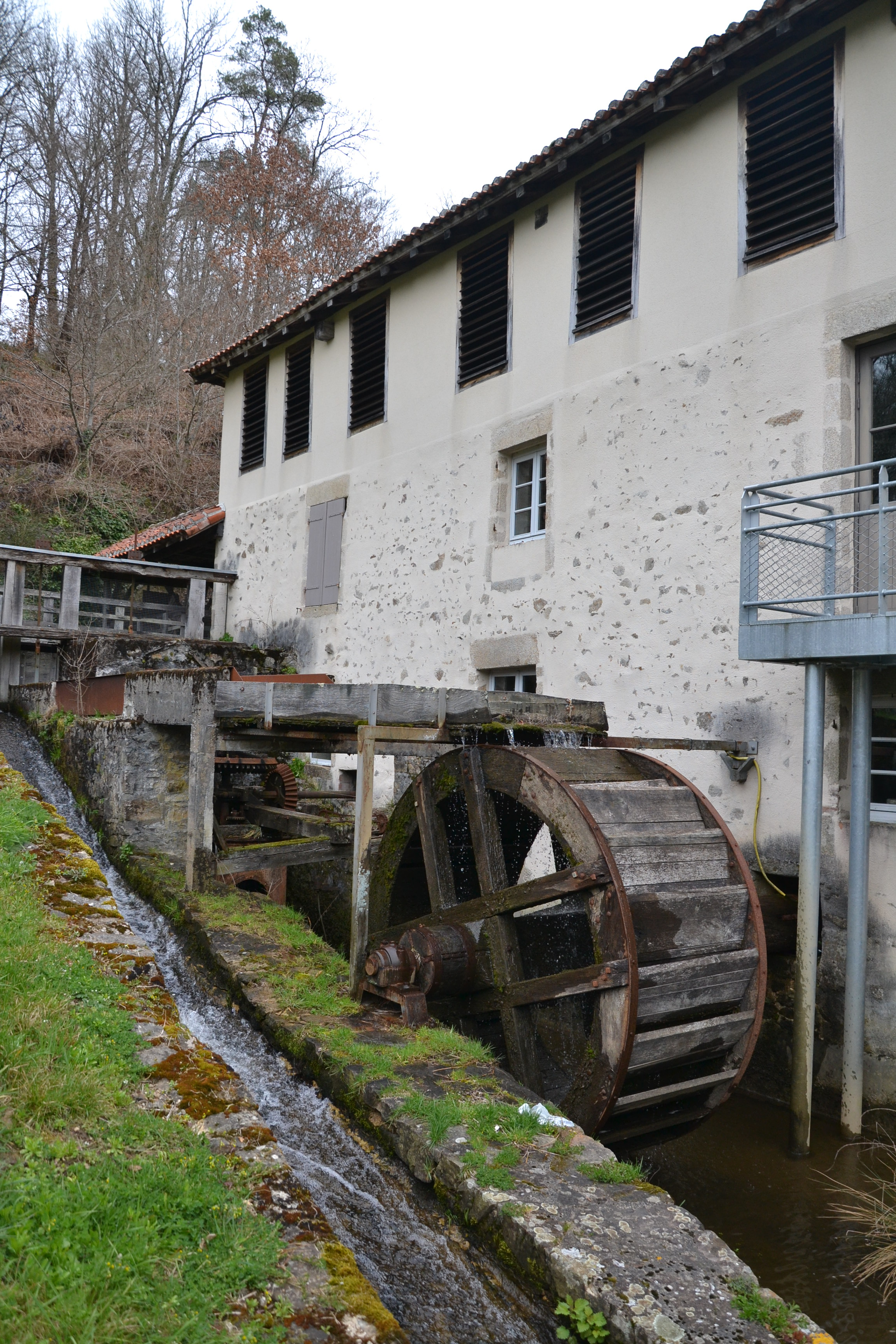
Le moulin du Got, actionné par les eaux déviées du Tard, affluent de la Vienne.

  - papeterie de Courrières (v. 1770-1882[20])
- Combade :
  - cartonnerie Saica Pack de Châteauneuf-la-Forêt[85] (depuis 1858[73])
- Glane :
  - usine du Pont à la Planche, Dumas-Barataud-Vignerie et Rougier, Saint-Junien (1855-1911)
  - moulin du Dérot, Saint-Junien (1825-1967[86])
  - moulin Jouriaud, Saint-Junien (XVIIe siècle-?[87])
  - moulin Rochebrune, Saint-Junien (XVIIe siècle-1910[88])
  - moulin Brice, Saint-Junien (XVIIe siècle-1901[89])
  - Bas-Moulin, Saint-Junien
- Gorre :
  - moulin de Saint-Auvent (XVIIe siècle[90])
- Maulde :
  - usine du moulin de l'Eau, Peyrat-le-Château[91].
  - moulin de la Farge, Bujaleuf (1763-1794[92])
  - moulin de Bourdeix, Champnétery (XVIIe-XVIIIe siècle[93])
  - moulins de Poutée, ou de la Roche-la Reyne, à la confluence du ruisseau d'Alesme (XVIIe-XIXe siècle[94])
  - moulin de Fontraynaud, Saint-Léonard-de-Noblat (XVIIIe siècle-1978[95])
- Tard :
  - moulin de Lage, Moissannes (XVIIIe siècle-1917[96])
  - moulin de Vernon, Moissannes (XVIIIe siècle[97])
  - moulin de Baillot, Saint-Léonard-de-Noblat (1690-v. 1870[98])
  - moulin de la Roche, Saint-Léonard-de-Noblat (XVIIe siècle-1912[99])
  - moulin de chez Cadillat, Saint-Léonard-de-Noblat (XVIIIe siècle[100])
  - moulin du Bragard, Saint-Léonard-de-Noblat (XVIIe-XIXe siècle[101])
  - moulin du Pont au Puy, Saint-Léonard-de-Noblat (XVIe siècle-1841[102])
  - moulins de Chez le Marchand ou Vergnaud (XVIe siècle-1912[103])
  - moulin du Got, Saint-Léonard-de-Noblat, juste en amont de la confluence avec la Vienne (XVIe siècle-1954 et depuis 2008)

### Hors du bassin de la Vienne
Il existe des implantations papetières le long d'autres cours d'eau en Limousin, notamment dans la vallée de la Gartempe, celle du Vincou (l'usine du Moulin Boussy à Nantiat), de la Dronne ou encore de la Corrèze (cartonnerie d'Aubazine, bassin de Brive) et de la Vézère (Uzerche).

## Risques et impact environnemental

### Incendies
Les usines de papier sont soumises à un risque d'incendie particulier. L'histoire de la papeterie limousine est marquée par une succession de dommages, comme en 1925 à l'usine Claredent de Brive, en 1927 au Moulin Brice à Saint-Junien ou en 1929 à l'usine du Dérot, également à Saint-Junien. Plus récemment, l'usine d'emballages en carton de Rochechouart subit un sinistre en 2023.

### Pollution
L'industrie du papier est génératrice de pollutions épisodiques, qui font l'objet d'études. En 2011, un rejet accidentel de soude dans la Vienne à Saillat-sur-Vienne est observé. D'autres épisodes plus anciens sont constatés au cours de l'histoire, comme à Saillat en 1954, où des émanations de chlore indisposent plusieurs employés, puis en 1984, quand des rejets avaient causé la mort de nombreux poissons, ou encore à Saint-Denis-des-Murs en 1911.
Le risque industriel est aussi matérialisé par le classement de l'usine de Saillat au titre de la directive Seveso, « seuil bas ». Il s'agit de l'un des six sites Seveso du département de la Haute-Vienne.

## Valorisation patrimoniale

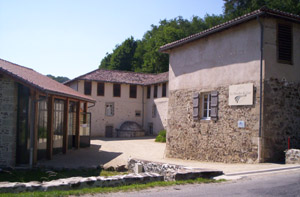
Entrée du moulin du Got.

Le moulin du Got, établi à la confluence du Tard et de la Vienne, à Saint-Léonard-de-Noblat, réhabilité dans les années 2000, est le dernier moulin à papier en fonctionnement et ouvert aux visiteurs.

## Dans les arts et la littérature
L'industrie papetière apparaît dans certains textes de littérature locale. En 1928, Maurice Cluzelaud évoque sa production dans un texte publié dans La Revue limousine, se déroulant dans le quartier de la Boucherie de Limoges, où le papier sert à envelopper les spécialités tripières :

« De temps en temps, la marchande ramène à la surface, au moyen d'une cuillère de caporal d'ordinaire, un de ces « puddings » qu'elle enveloppe, bouillant, dans un morceau de papier de paille de Saint-Junien — fameux papier qui sert aussi à la confection des boîtes d'allumettes de la Régie. »

Les frères Jean et Jérôme Tharaud, académiciens récipiendaires du Prix Goncourt en 1906, natifs de Saint-Junien, citent cette industrie parmi leurs souvenirs d'enfance.
Le compositeur François Sarre met en musique un texte de Martial Vergnolle vantant le papier à cigarette de la marque Ogez, fabriqué à Limoges.